# كفر أبو مسلم
قرية كفر أبو مسلم هي إحدى القرى التابعة لمركز أبو حماد في محافظة الشرقية في جمهورية مصر العربية.

## تاريخ الإنشاء
أنشأت القرية كقرية مستقلة سنة 1967م بعد فصل زمامها عن قرية بحطيط.

## تعداد السكان
حسب إحصاءات سنة 2006، بلغ إجمالي السكان في كفر أبومسلم 4776 نسمة، منهم 2506 رجل و2270 امرأة.